# Boschoord
Boschoord est un hameau dans la commune néerlandaise de Westerveld, dans la province d'Overijssel.